# Avenue des Stars (Hong Kong)

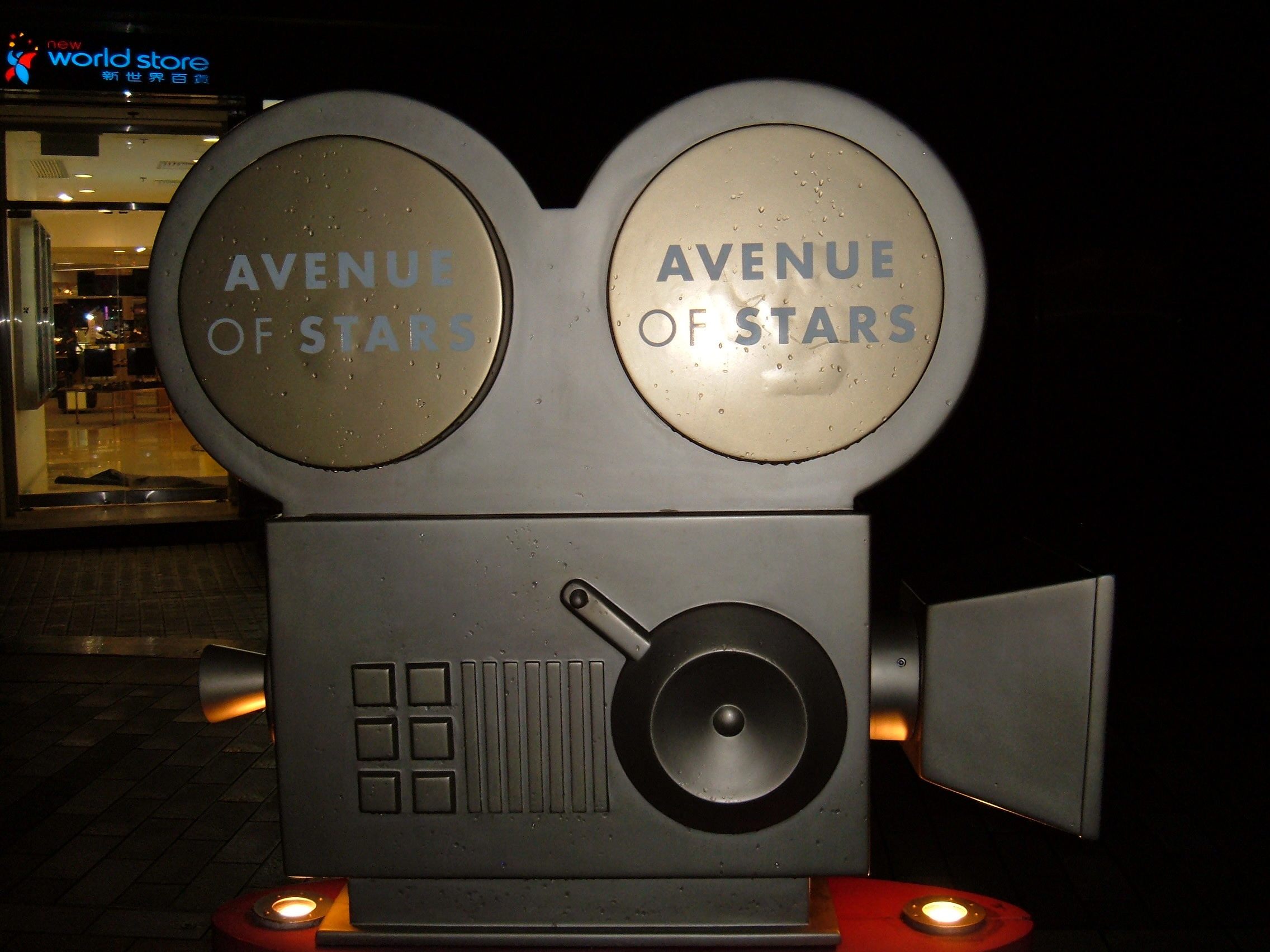
L'Avenue des Stars de Hong Kong

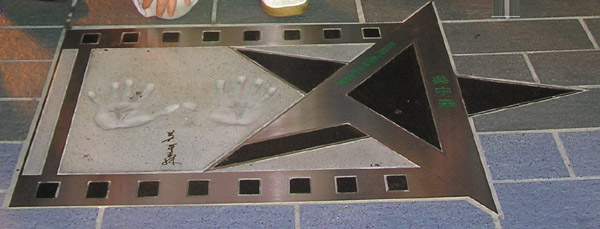
Les empreintes de mains et la signature de John Woo.

Pour les articles homonymes, voir Walk of Fame.
L'Avenue des Stars de Hong Kong (en chinois : 星光大道), reprenant le concept du Walk of Fame d'Hollywood, rend hommage aux célébrités de l'industrie du cinéma hongkongais. Elle est située le long du front de mer entre Victoria Harbour et Tsim Sha Tsui.
Cette avenue est aussi connue pour ses fêtes de fin d'année où environ 12,5 % de la population[réf. nécessaire] est là pour fêter l'événement.

## Liste des stars

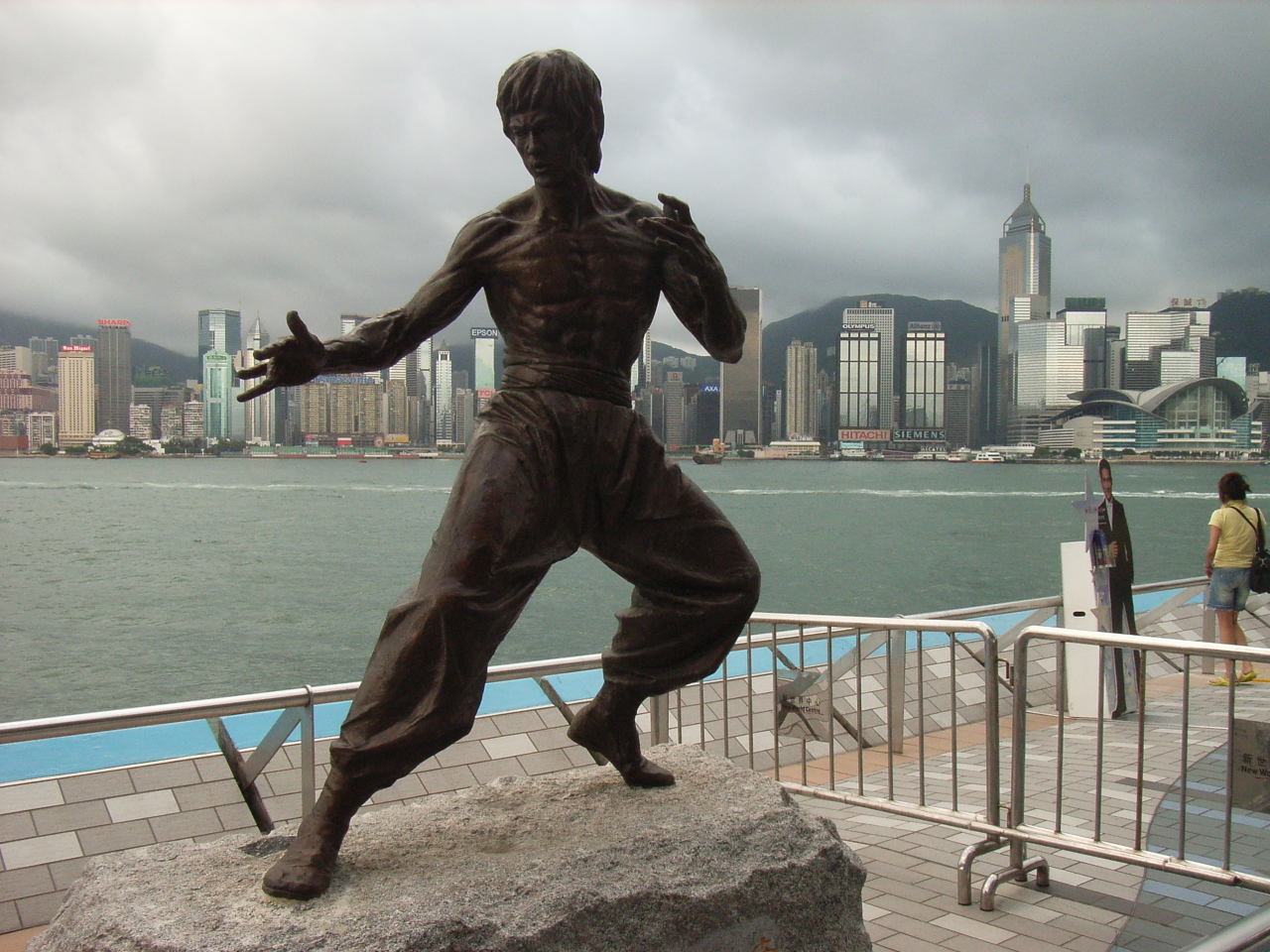
La statue de l'artiste martial et la star de cinéma Bruce Lee.

1. Lai Man-Wai
2. Lim Cho Cho
3. Butterfly Hu
4. Sir Run Run Shaw
5. Wong Man Lei
6. Zhu Shi Lin
7. Cho Tat-wah
8. Lo Duen
9. Griffin Yue Feng
10. Kwan Tak-hing
11. Cheung Wood Yau
12. Ng Cho Fan
13. Tang Wing-cheung
14. Pak Yin
15. Zhou Xuan
16. Cheung Ying
17. Li Tit
18. Wu Pang
19. Yam Kim-fai
20. Shek Kin
21. Li Li Hua
22. Bai Guang
23. Ng Wui
24. Pak Suet Sin
25. Hung Sin Nui
26. Chun Kim
27. Yu So-chow
28. Leung Sing Po
29. Tang Kei Chen
30. Tang Bik Wan
31. Fong Yim Fun
32. Miranda Yang
33. Linda Ching
34. Woo Fung
35. You Min
36. Patrick Tse Yin
37. Li Han-hsiang
38. Loke Wan Tho
39. Roy Chiao
40. Patricia Lam Fung
41. Chang Cheh
42. Chu Yuan
43. King Hu
44. Ivy Ling Po
45. Connie Chan
46. Josephine Siao Fong Fong
47. Fung Bo Bo
48. Jimmy Wang Yu
49. Ti Lung
50. David Chiang
51. Leonard Ho Kwong Cheong
52. Raymond Chow
53. Bruce Lee
54. Ng See-Yuen
55. Michael Hui
56. Sam Hui
57. Brigitte Lin Ching Hsia
58. Sammo Hung Kam Po
59. Jackie Chan
60. John Woo
61. Yuen Woo-ping
62. Ann Hui On Wah
63. Tsui Hark
64. Chow Yun-fat
65. Leslie Cheung
66. Andy Lau
67. Jet Li
68. Maggie Cheung
69. Anita Mui
70. Tony Leung Chiu-wai
71. Michelle Yeoh Choo Kheng
72. Wong Kar-wai
73. Stephen Chow
74. Tsz Law Lin
75. Lam Kar Sing
76. Wong Tin Lam
77. Bow Fong
78. Liu Chia-liang
79. Shek Wai
80. Fu Chi
81. Grace Chang
82. Kar Ling
83. Kwan Shan
84. Lo Wai
85. Tong Kai
86. Nee Kwong
87. James Wong
88. Karl Maka
89. Eric Tsang
90. Chang Suk Ping
91. Tony Leung Ka-fai
92. Anthony Wong Chau-sang
93. Cecilia Cheung
94. Lai Pak Hoi
95. Kenneth Tsang
96. Sylvia Chang
97. Jacky Cheung
98. Lau Ching-wan
99. Aaron Kwok
100. Gong Li
101. Leon Lai
102. Deannie Yip
103. Simon Yam
104. Kara Hui
105. Carina Lau
106. Louis Koo
107. Nicholas Tse
108. McDull